# U-957
Unterseeboot 957 foi um submarino alemão do Tipo VIIC, pertencente a Kriegsmarine que atuou durante a Segunda Guerra Mundial.
O U-957 esteve em operação entre os anos de 1943 e 1944, realizando neste período 7 patrulhas de guerra, nas quais afundou quatro navios aliados, num total de 8168 toneladas de arqueação.
Colidiu contra uma navio alemão em Lofoten no dia 19 de outubro de 1944, sendo retirado do serviço ativo no dia 21 de outubro do mesmo ano em Trondheim.

## Comandantes
| Comandante        | Data                                       |
| ----------------- | ------------------------------------------ |
| Oblt. Franz Saar  | 7 de janeiro de 1943 - 20 de março de 1943 |
| Oblt. Gerd Schaar | 1 de abril de 1943 - 21 de outubro de 1944 |

## Subordinação
Durante o seu tempo de serviço, esteve subordinado às seguintes flotilhas:
| Período                                       | Flotilha                   |
| --------------------------------------------- | -------------------------- |
| 7 de janeiro de 1943 - 31 de julho de 1943    | 5. Unterseebootsflottille  |
| 1 de agosto de 1943 - 31 de dezembro de 1943  | 3. Unterseebootsflottille  |
| 1 de janeiro de 1944 - 30 de setembro de 1944 | 11. Unterseebootsflottille |
| 1 de outubro de 1944 - 21 de outubro de 1944  | 13. Unterseebootsflottille |

## Operações conjuntas de ataque
O U-957 participou das seguinte operações de ataque combinado durante a sua carreira:
- Rudeltaktik Eisenbart (24 de dezembro de 1943 - 5 de janeiro de 1944)
- Rudeltaktik Isegrim (5 de janeiro de 1944 - 11 de janeiro de 1944)
- Rudeltaktik Werwolf (27 de janeiro de 1944 - 1 de fevereiro de 1944)
- Rudeltaktik Werwolf (7 de fevereiro de 1944 - 19 de fevereiro de 1944)
- Rudeltaktik Trutz (11 de maio de 1944 - 7 de junho de 1944)
- Rudeltaktik Greif (3 de agosto de 1944 - 1 de setembro de 1944)